# Плаксине
Пла́ксине, — колишнє село в Україні, у Путивльському районі Сумської області. Підпорядковувалось Князівській сільській раді.
1983 року в селі проживало 40 людей. 1988 року рішенням Сумської обласної ради зняте з обліку.

## Географічне розташування
Плаксине знаходилося на відстані 1 км від села Князівка.